# Bartsia tenuis
Bartsia tenuis är en snyltrotsväxtart som beskrevs av U. Molau. Bartsia tenuis ingår i släktet svarthösläktet, och familjen snyltrotsväxter. Inga underarter finns listade i Catalogue of Life.